# Курково
Курково (на руски: Курково) е село в Селивановски район на Владимирска област в Русия. Влиза в състава на Чертковската селска община.

## География
Селото е разположено на 2 км южно от центъра на общината, село Чертково и на 24 км източно от районния център Красная Горбатка.

## История
Първите сведения за село Курково като част от Замотринската енория се срещат в регистрите на епископа на Рязан през 1676 г. В селото тогава има чиновнически двор, 7 селски и 5 бобилски (отделни) стопанства. Самият Старозамотрински погост, разположен на един километър на север от селото, е известен от кадастрите на Муромския уезд от 1628 г. Погостът е даден във владение на княз Иван Одоевски. В него са се намирали дървените църкви „Николай Чудотворец“ и „Свети мъченици Флор и Лавър“. През 1825 г. вместо дървените църкви в погоста е построен каменен храм. Старозамотринската енория тогава се състои от селата Курково, Чертково, Иванково, Алешково, Петровски, Михалчуково. На погоста от 1887 г. съществува църковно-енорийско училище, като учащите се през 1897 г. са 32.
В края на 19 – началото на 20 век селото влиза в състава на Павловска волост на Вязниковски уезд. През 1859 г. в селото има 44 стопанства, през 1905 г. – 86 стопанства.
От 1929 г. селото влиза в състава на Чертковския селски съвет на Селивановски район.

## Население
| 1859 | 1905 | 2010 |
| ---- | ---- | ---- |
| 272  | 409  | 295  |

## Забележителности
На един километър от селото, в Старозамотринския погост, се намират руините на църквата „Николай Чудотворец“.